# Estación Rojas (Mitre)
Rojas es una estación ferroviaria ubicada en la localidad del mismo nombre, partido de Partido de Rojas, Provincia de Buenos Aires, Argentina. No se debe confundirse con la estación del Ferrocarril Urquiza.

## Servicios
El ramal dejó de transitar en 1977, por lo que actualmente no se prestan servicios de pasajeros.

## Historia
En el año 1884 fue inaugurada la Estación Rojas, por parte del Ferrocarril de la Provincia de Buenos Aires, en el Ramal Pergamino - Junín.
La estación pertenecía al Ferrocarril San Martín; cuando era operado por Ferrocarriles Argentinos fue clausurado en 1961 y rehabilitado en 1964 hoy presta servicios de cargas la empresa concesionaria Nuevo Central Argentino